# Hawzi
الحوزي (ar)
Genres associés
Aroubi
Le Hawzi (arabe : الحوزي al ḥawzī) ou Haouzi ou Houzi est un genre musical citadin populaire de l'Algérie. Il dérive du Gharnati qui est le répertoire de musique arabo-andalouse de l'école de Tlemcen.

## Étymologie
Le mot hawzi provient de l'arabe hawz qui signifie « périphérie » ou « alentour ».
On a longtemps pensé que ce genre était né dans le terroir périurbain de Tlemcen, toutefois, aujourd'hui les spécialistes penchent pour l'interprétation du terme générique hawzi, au sens d'« irrégulier », d'une production qui se situe dans un rapport de filiation problématique avec la norme poético-musicale, de la nuba.

## Histoire

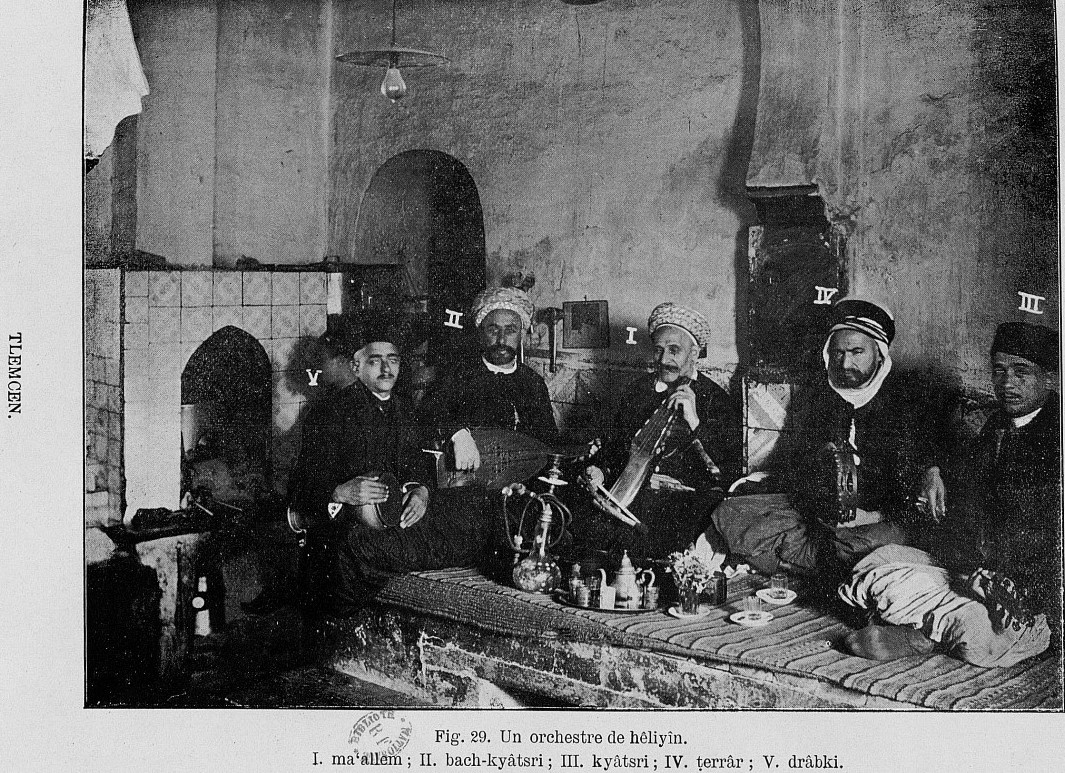
Musiciens de Tlemcen au début du XX.

Le hawzi est une poésie populaire chantée d'Algérie qui remonte au XVIe siècle et dérive du gharnati de l'école de Tlemcen. Les Tlemcéniens le développent en adaptant l'art poétique et musical arabo-andalou (en particulier du Zadjal) à leur propre tradition régionale maghrébine. Produit du syncrétisme andalou et autochtone, né dans l'Ouest algérien, cette poésie dialectale est adoptée par la majorité de la population algérienne et le corpus littéraire demeure à peu près identique.
Les auteurs du hawzi sont généralement originaires de la ville de Tlemcen et de ses alentours. Ses pièces sont longues, ses textes ont été écrits et interprétés d'abord par les hommes et peuvent être chantés en groupe ou en solo. La plupart de ces poèmes datent des XVIIe et XVIIIe siècles, mais il existe des textes plus anciens. Ainsi, Ibn Khaldoun évoque dans la Muqaddima, un poète Ibn El Mouedden qui exerçait à Tlemcen l'art dit Aroudh El balad (« poésie métrique locale »). Puis, Sidi Lakhdar Ben Khlouf, compose au XVIe siècle plusieurs poèmes dont le plus connu est celui de la bataille de Mazagran.
Puis, des déclinaisons locales du hawzi vont apparaître à Alger et à Constantine, ainsi que d'autres formes musicales qui s'apparentent à lui, notamment le aroubi et le chaabî. La date de sa première introduction à Constantine est inconnue, Toumi et ses prédécesseurs pour exprimer leur intérêt au hawzi disaient « Tlemcen çan'at ‘u qçantîna tabcat » : « Tlemcen a créé le hawzi et Constantine l'a remodelé. ». Il est également largement adopté par l'école d'Alger.
Au niveau musical, à partir de la mélodie originale tlemcenienne, les instruments spécifiques et les influences locales peuvent donner un cadre rythmique et mélodique propre à chaque région. Les thèmes abordés sont issus de la poésie classique et post-classique arabe, ils ont ensuite intégré un matériau linguistique puisé dans la culture locale.

## Modes (musicaux)
Le genre hawzi empreinte à l'école de Tlemcen (Gharnati) les modes ṭūbūʿ suivant :
1. Al-ʿīrāq al-māḥṣūr (العراق المحصور)
2. Al-ʿīrāq al-māṭlūq (العراق المطلوق)
3. Al-Ġārkā (الجركة)
4. Al-Māzmūm (المزموم)
5. Al-Māwwāl (الموَال)
6. Rāml al-māyā (رمل الماية)
7. Sīkā (السيكة)
8. Zīdān (الزيدان)
9. Al-ġrīb (الغريب)
10. Al-sāḥlī (الساحلي) (mode caractéristique du hawzi)

## Genres et rythmes

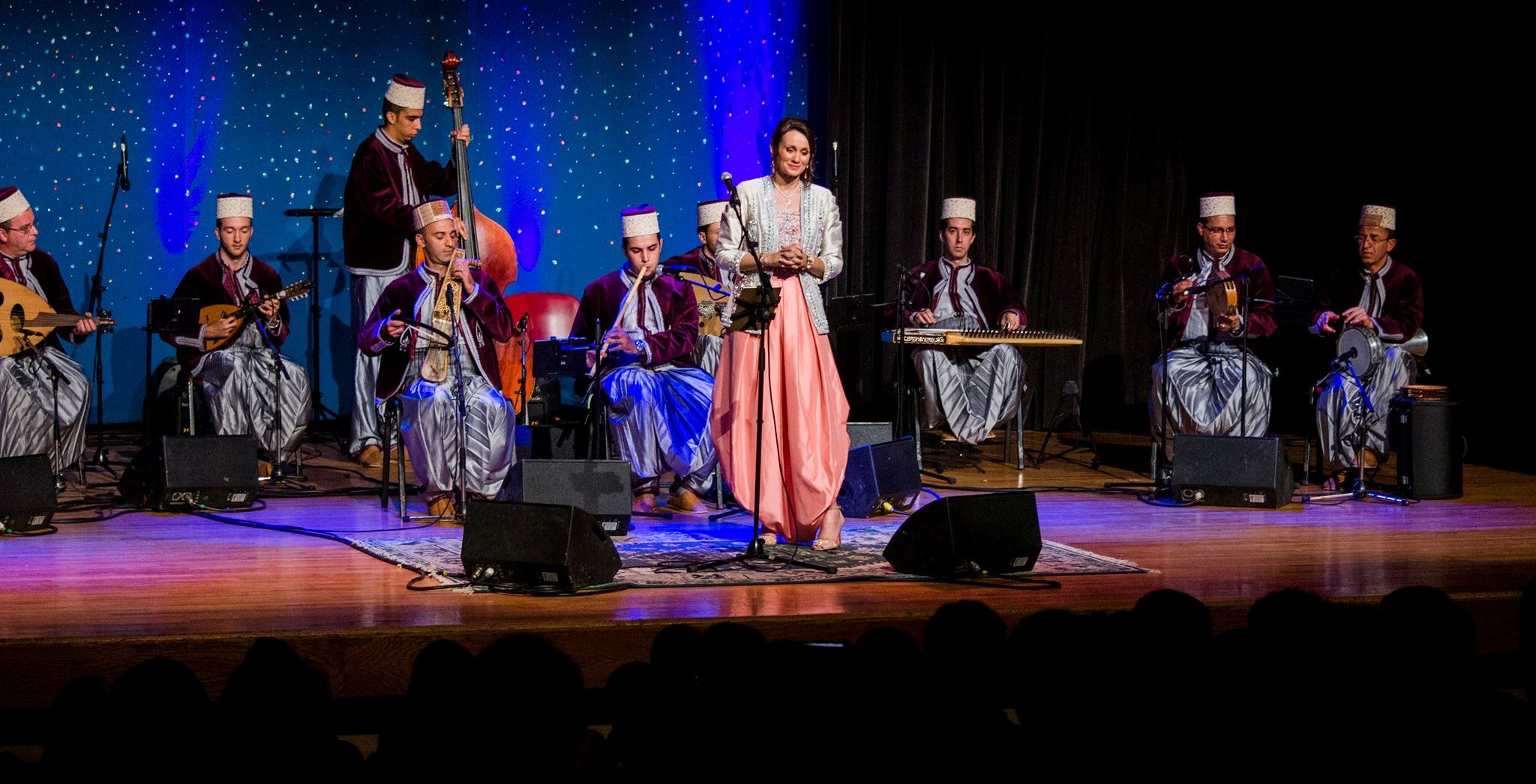
Orchestre de Lila Borsali, interprète du hawzi tlemcénien.

Il se décline en deux principaux genres qui diffèrent par leur forme poétique :
Le hawzi metṣanna' (الحوزي المتصنّع) (lit. citadin) qui se caractérise par des poèmes strophiques proches du mouachah et du zadjal utilisés dans la Nuba et empreinte certains rythmes caractéristiques de celle-ci,:
- Mîzān əl-qṣîd ǧwāb "instrumental" (mesure à 8/8)
- Mîzān əl-bašraf ǧwāb "instrumental" (mesure à 2/8 et à 4/8)
- Mîzān əl-inṣirāf (mesure à 22/16 ou à 6/8)
- Mîzān əl-meẖles (mesure à 22/16 ou à 6/8)

En outre, il utilise un rythme spécifique au genre hawzi, composé d’une mesure à temps inégaux :
- Mîzān əl-barwālī (Mesure à 10/8)

Le hawzi rural qui se caractérise par des poèmes isométriques se rapprochant ainsi de la qasida traditionnelle. Il utilise cependant les mêmes rythmes que le précédent. Il emploie la poésie populaire malhoun en dialecte local et des mélodies voisines de celles des inqilâbât. Certains poèmes de cette catégorie sont passés dans le répertoire citadin, tel que la qasida Dhalma (« l'injuste »), écrite par Cheikh Ben Guenoun.

## Artistes représentatifs

### Auteurs-compositeurs

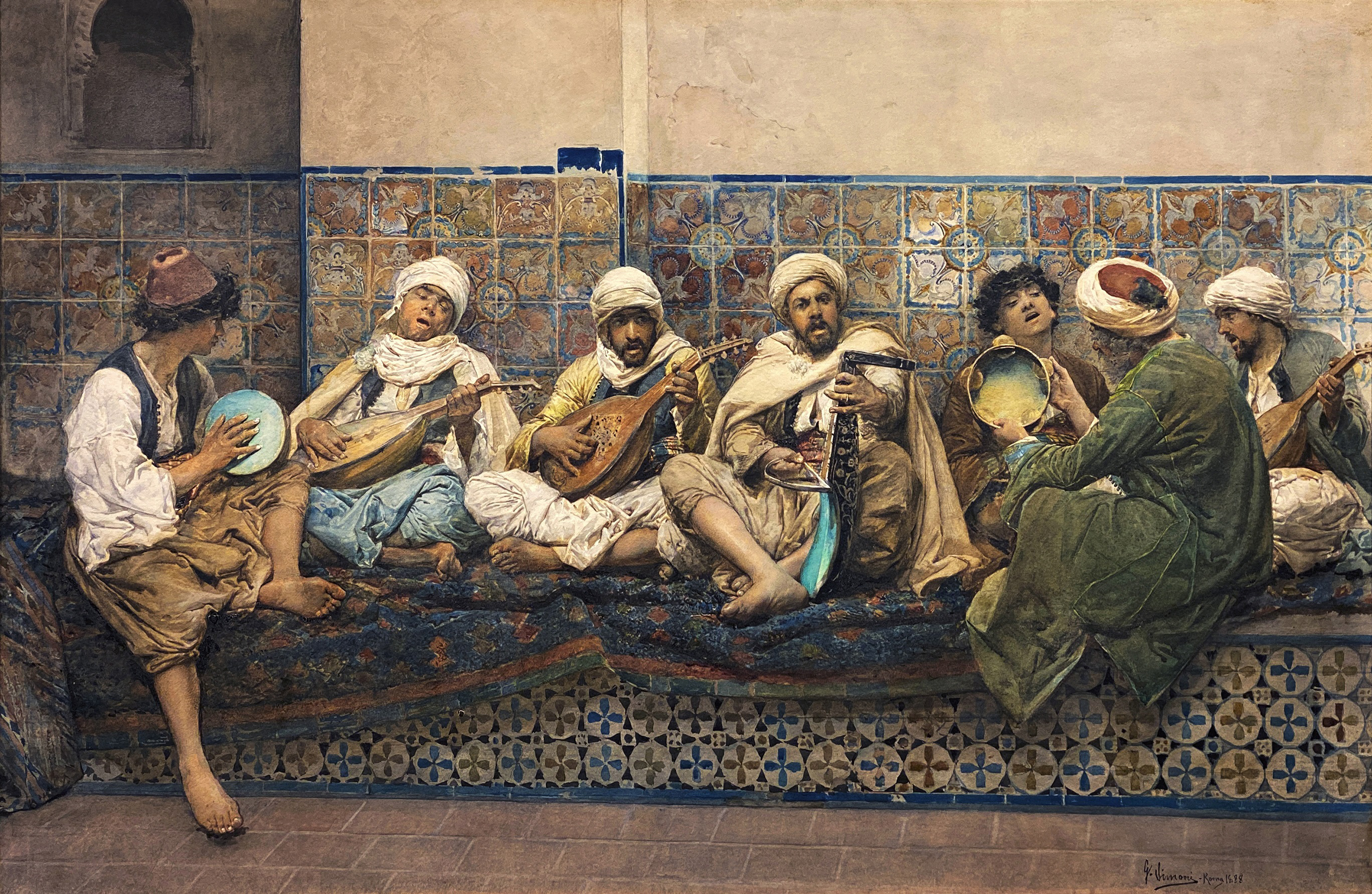
Tableau de musiciens algériens à la fin du XIXe siècle.

Les poètes du hawzi sont connus et leur nom est souvent cité à la fin du texte. Dans son livre intitulé Tlemcen florilège : histoire, art, politique, portraits et scènes de vie, El Hassar Bénali a classé les poètes du Hawzi suivant un ordre chronologique :
- XVIIe
  - Abou Othmane Said El Mendassi[7] (1583-1677)
  - Ahmed Ben Triki[7] (1650-1750)
- XVIIIe
  - Abou Abdillah Mohamed Ben Ahmed Ben Msayeb[7] (1688-1768)
  - Mohammed Bensahla[6] (XVIIIe)
  - Boumédiène Bensahla (XVIIIe-1797)
  - Mohamed Bendebbah[7]
  - Ben Khder
  - Daoudi Feroui
  - El-Habib Benguennoun[7] (1761-1864)
  - Cheikh Bénameur[13]
- XIXe
  - Cheikh Messaoudi[13]
  - Mostefa Ben Brahim[7]
  - Mohamed Belhadj
  - Djilali Hakiki
  - Mohamed Bendiaf
  - Boumédiène Bensaïd
  - Mohamed Zaaten
  - Djilali Abadi
  - Hadj Bentahar
  - Ahmed Lechqer
  - Mohamed Ben Yelles Chaouch
  - Mohamed Ben Messaoud
  - Mohamed Ben Hammadi
  - Cheikh Menaouer
  - Mouley Ahmed Ben Said
  - Mouley Ahmed Medeghri dit Serfaqou
  - Belahcen Benchenhou
  - Mohamed Setouti
  - Kaddour Ben Achour Zerhouni
  - Mohamed Remaoun[7]
  - Mustapha Bendimered
  - Bouazza Mahadji
  - Saadouni Ben Ichou
  - Derai Mekhlouf
  - Mohamed Ben Dermache
  - Larbi Bensari[13]
- XXe
  - Abdelkrim Dali[14]
  - Abderrahmane Sekkal[13]
  - Houcine Bekhchi[14]

### Interprètes
- Abdelkrim Dali (1914-1978)
- Amina KARADJA
- Beihdja Rahal [1962]
- Brahim HADJ KACEM
- Cheikha Tetma (1891-1962)
- Dahmane Ben Achour (1912-1976)
- Dalila MEKADDER

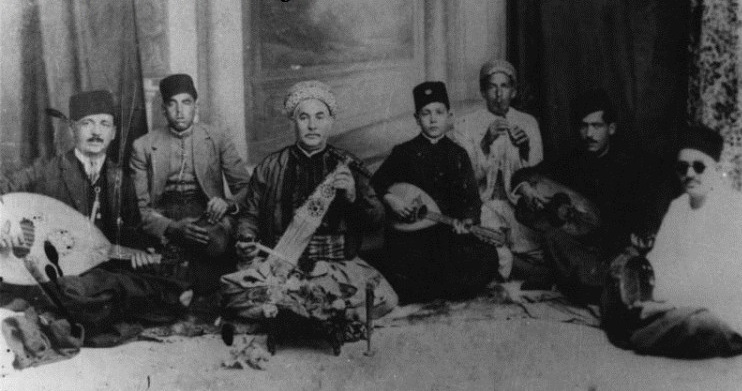
Groupe musical de Larbi Bensari.

- El Hadj Mohamed El Ghaffour [1930]
- Fadhéla Dziria
- Fayçal BENKRIZI
- Cheikh Hamou Fergani (1884–1972)
- Hasna HINI
- Hassiba Abderaouf
- Karim BOUGHAZI
- Lamia MAADINI [1967]
- Leila BENMRAH
- Lila Borsali
- Mâalma Yamna Bent El Hadj El Mahdi (1859-1933)
- Meriem Fekkaï
- Mohamed KHAZNADJI [1929]
- Naima D'ziria
- Nassima Châabane
- Nisrine GHENIM
- Nouri KOUFFI
- Nourredine SAOUDI
- Cheikh Sadek El Béjaoui (1907-1995)
- Sid-Ahmed Serri (1926-2015)
- Reinette l'Oranaise (1915-1998)
- Rym HAKIKI
- Zakia KARA-TERKI
- Zhor Fergani (1915-1982)
- Esma Alla

## Festivals
- Festival national du Hawzi à Tlemcen[15].
- Journées du Hawzi de Blida[16].